# Chalkolithische Kultur von Nachitschewan
| QS Vor- und Frühgeschichte | Dieser Artikel wurde aufgrund von inhaltlichen Mängeln auf der Qualitätssicherungsseite des WikiProjekts Vor- und Frühgeschichte eingetragen. Dies geschieht, um die Qualität der Artikel aus diesem Themengebiet auf ein akzeptables Niveau zu bringen. Bitte hilf mit, die inhaltlichen Mängel dieses Artikels zu beseitigen, und beteilige dich bitte an der Diskussion! |  |

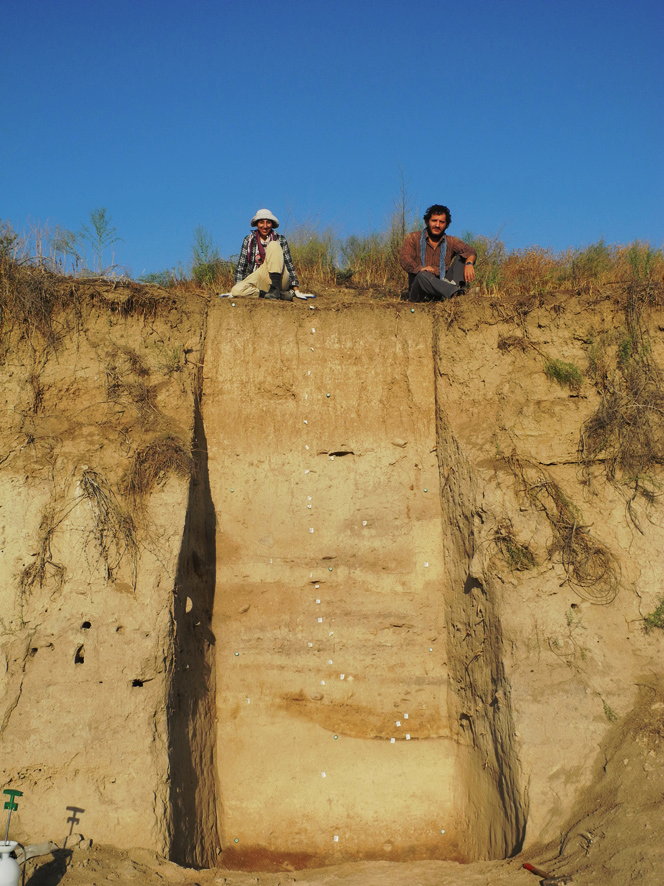
Siedlung Uzun oba

Die eneolithische Kultur in Nachitschewan wurde durch das Studium von Naxçıvantəpə, Uçan ağıl, Uzun oba, Ovçular Tepe, Sədərək, Xələc, Zirincli, Yeni Yol, Şorsu und Dutzender anderer Denkmäler untersucht. Die eneolithische Kultur von Nachitschewan ist nach den Ergebnissen archäologischer Ausgrabungen in vier Phasen unterteilt. Die erste Periode wurde durch die unteren Schichten der Siedlung Naxçıvantəpə repräsentiert. Dieses Stadium deckt die Jahre 4900 bis 4600 v. Chr. ab. Wie oben erwähnt, werden Keramiken aus dieser Zeit in sechs Gruppen unterteilt. Diese Zeit ist gekennzeichnet von geprägter, kammbedruckter roter Engobe-Keramik. Einige der schlichten Keramiken sind mit Reliefgürteln und ohrenförmigen Ornamenten verziert. Die zweite Stufe wird durch die oberen Schichten der Siedlung Naxçıvantəpə repräsentiert, die archäologischen Materialien der Siedlungen Uçan ağıl und Uzun oba. Diese Phase deckt 4600–4400 v. Chr. ab. Die oberen Schichten der Siedlung Naxçıvantəpə sind durch bemalte Keramik gekennzeichnet. Auch im Jolfa-Kultepe ist diese Art der bemalten Keramik in großer Zahl gefunden worden. Die dritte Etappe wird durch die Siedlung Ovçular Tepe repräsentiert. Diese Phase deckt die Jahre 4400–4000 v. Chr. ab. Dieses Stadium ist hauptsächlich durch Muster gekennzeichnet, die mit einem Kammwerkzeug gezeichnet wurden. Es gibt jedoch auch Beispiele für Keramiken mit Nippeln und Reliefmustern. Einige der Keramiken sind mit Kammdrucken verziert, andere mit runden Löchern, die um den Mund herum aufgereiht sind. Die vierte Stufe archäologischer Denkmäler im Sirabchay-Tal kann der Zeit von 4000–3800 v. Chr. zugeschrieben werden. In diesem Stadium verschwindet das Kammmuster vollständig und einfache Keramik überwiegt. Die für die dritte Stufe charakteristische Keramik mit runden Löchern am Rand entwickelt sich in dieser Zeit weiter.